# ماني كاستيلو
ماني كاستيلو (بالإنجليزية: Manny Castillo)‏ هو لاعب كرة قاعدة دومينيكاوي، ولد في 1 أبريل 1957 في سانتو دومينغو في جمهورية الدومينيكان.

## وصلات خارجية
- ماني كاستيلو على موقعبيزبول رفرنس.كوم (الدوري الرئيسي) (الإنجليزية)
- ماني كاستيلو على موقعبيزبول رفرنس.كوم (الدوري الثانوي) (الإنجليزية)